# منونایت‌های مستعمره قدیمی
منونیت‌های مستعمره قدیمی (انگلیسی: Old Colony Mennonites) برای توصیف آن بخش از جنبش منونیت روسی که از نسل مستعمره‌نشینانی است که از مستعمره چورتیتزا در روسیه (خود در اصل از ریشه پروس باختری به شهرک‌های کانادا مهاجرت کرده‌اند، استفاده می‌شود. از نظر الهیات، منونیت های مستعمره قدیمی عمدتاً منونیت‌های محافظه‌کار هستند.